# Tomislav Marić
Tomislav Marić, född 28 januari 1973, är en kroatisk tidigare fotbollsspelare.
Tomislav Marić spelade 9 landskamper för det kroatiska landslaget.